# Texananus caducus
Texananus caducus är en insektsart som beskrevs av Delong 1939. Texananus caducus ingår i släktet Texananus och familjen dvärgstritar. Inga underarter finns listade i Catalogue of Life.